# Пассателли
Пассателли (итал. passatelli) — традиционная паста или суп итальянской провинции Эмилия-Романья, в частности Романьи, провинции Пезаро и Урбино и части провинции Перуджа.

## Происхождение
Блюдо, описанное в книге рецептов Артузи, вероятно, происходит от «тардуры» (также известной как  «страчателла»), супа из яиц, сыра и панировочных сухарей, которое упоминал итальянский историк и писатель, автор сборника народных традиций Романьи, Микеле Плакуччи из Форли.

## Приготовление
Смешивая яйца, панировочные сухари, тёртый сыр пармезан (или сыр фосса), мускатный орех, цедру лимона, получают смесь, из которой путем выдавливания специальным перфорированным металлическим диском, снабженным ручками (ferro или «утюгом» для пассателли), получают закрученные цилиндры, которые затем варят в курином, а также говяжьем бульоне; есть варианты использования рыбного бульона.

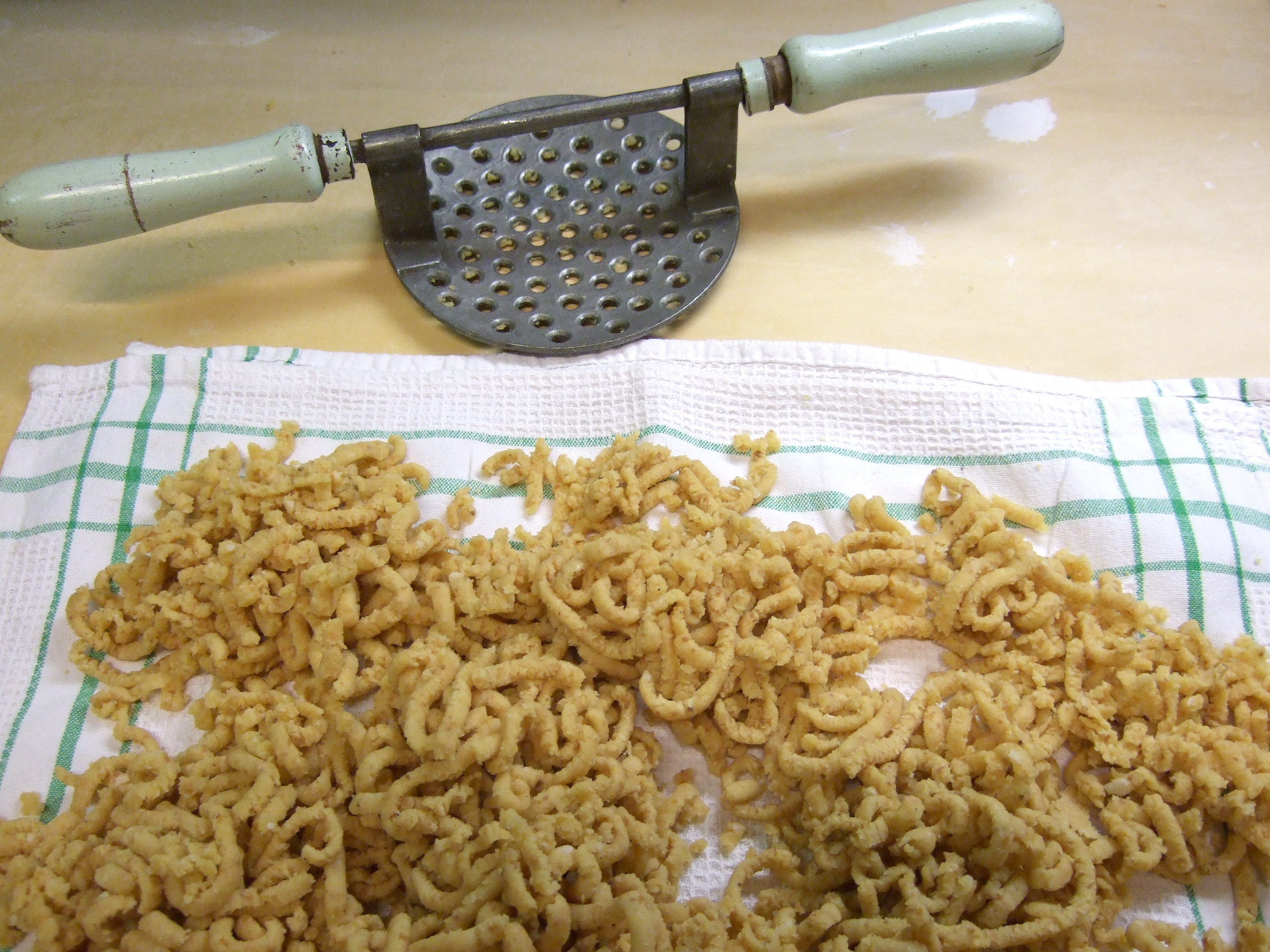
«Утюг» для пассателли

Учитывая труднодоступность «утюга», очень часто используется толкушка для картофеля с большими отверстиями, с помощью этого инструмента можно получить очень длинные пассателли, более подходящие, например, для подачи в качестве гарнира. Некоторые повара и рестораторы предлагают пассателли не только в бульоне, но и в отварном виде по самым разным рецептам, например, с трюфелями, белыми грибами, морепродуктами или с ароматным фондю.